# Gehschall
Gehschall ist der durch das Benutzen eines Fußbodens entstehende Schall, der im selben Raum wahrgenommen werden kann. Beim Gehen wird der Gehschall durch den Aufprall der Absatzkante des Schuhes auf den Fußboden, und sekundär der Vordersohle sowie Schleifgeräusche erzeugt.
Gehschall ist zu unterscheiden von dem in der Bauakustik eingeführten Begriff des Trittschalls, der den in anderen Räumen (nur durch Körperschallübertragung) wahrgenommenen Schall bezeichnet. Zu beachten ist dabei, dass bei vielen handelsüblichen trittschalldämmenden Unterlagen kein direkter, einfacher Zusammenhang zwischen Trittschallminderung und Gehschallreduktion besteht. Trittschalldämmung ist eine Maßnahme im Unterbodenaufbau, also ein bautechnisches Problem, Gehschalldämmung eines des Bodenbelags, somit eines der Raumausstattung.
Eine Norm für eine einheitliche Bemessung des Gehschalls wurde beim Europäischen Komitee für Normung (CEN) beantragt und 2010 mit der EN 16205 beschlossen. Das Dokument EN 16205 Messung von Gehschall auf Fußböden im Prüfstand legt ein Verfahren zur Messung der bei Anregung durch ein Norm-Hammerwerk von einer Deckenauflage auf einer Bezugs-Betondecke abgestrahlten Geräusche im Prüfstand fest. Das Geräusch wird in dem Raum gemessen, in dem sich die Deckenauflage befindet und die Anregung erfolgt.